# Stanisław Adamczewski
Stanisław Adamczewski (* 11. Dezember 1883 in Warschau; † 2. August 1952 in Opacz in der Gemeinde Konstancin-Jeziorna) war ein polnischer Literaturhistoriker, Literaturkritiker und Herausgeber, der sich wissenschaftlich insbesondere mit den Werken von Stefan Żeromski und der Dichtung des Polnischen Barocks beschäftigte und mehrere Werke von Jan Kochanowski edierte.

## Leben
Adamczewski besuchte die Schule in Warschau und in Płock, wo er 1903 das Gymnasium absolvierte. Anschließend nahm er ein Studium der Medizin in Tartu auf, das er bereits 1904 abbrach. In Warschau erteilte er von 1905 bis 1907 Privatunterricht und legte die staatliche Lehrerprüfung ab. Daraufhin arbeitete er als Polnischlehrer an Privatschulen in Łęczyca (1907 bis 1908), Siedlce (1908 bis 1909) und Lublin (1909 bis 1911).
Als Literaturkritiker debütierte er 1910 mit dem Essay Znaczenie i przeznaczenie twórczości Wyspiańskiego w naszym życiu, der im Kurier Lubelski erschien. Von 1911 bis 1914 studierte er in Zürich, Paris und Lwów. Nach dem Ausbruch des Ersten Weltkrieges kehrte er nach Warschau zurück und arbeitete als Polnischlehrer an Gymnasien. An der Universität Warschau promovierte er 1923 mit der Arbeit Oblicze poetyckie Bartłomieja Zimorowicza und wurde 1926 Mitglied der Kommission zur Untersuchung der Literatur- und Bildungsgeschichte der Warschauer Wissenschaftsgesellschaft. Zudem edierte er von 1928 bis 1930 zahlreiche Texte für den Schulgebrauch in der Reihe Wielka Biblioteka. In der Wochenzeitschrift Kultura veröffentlichte er 1932 regelmäßig seine Literatur- und Theaterkritiken.
An der Universität Posen habilitierte er 1935 im Bereich der polnischen Literaturgeschichte und dozierte ab 1936 an der Universität Warschau. Daneben war er ab 1935 Mitglied der Kommission für Polnische Literaturgeschichte an der Polska Akademia Umiejętności und übernahm im Oktober 1936 die Leitung des Staatlichen Instituts für Theaterkunst (Państwowy Instytut Sztuki Teatralnej) in Warschau. Zudem arbeitete er für das Polskie Radio als Rezensent für Bucherscheinungen.
Während der Besetzung Polens verblieb er in Warschau und erteilte Unterricht im Untergrund. Nach dem Warschauer Aufstand lebte er sechs Monate in Zakopane und ab April 1945 in Krakau. Dort dozierte er an der Jagiellonen-Universität und lehrte daneben am Gymnasium. Noch im selben Jahr siedelte er nach Łódź um und übernahm als gewöhnlicher Professor den Lehrstuhl für Polnische Literaturgeschichte an der Universität Łódź. Zudem wurde er 1946 als aktives Mitglied der Polska Akademia Umiejętności gewählt. In der Reihe Biblioteka Pisarzy Polskich i Obcych gab er viele editierte Texte heraus. 1950 emeritierte Adamczewski und lebte in Opacz bei Warschau. Nach dem Tod von Wacław Borowy übernahm er die editorischen Arbeiten der Tagebücher von Stefan Żeromski.
Am 2. August 1952 nahm sich Adamczewski das Leben.

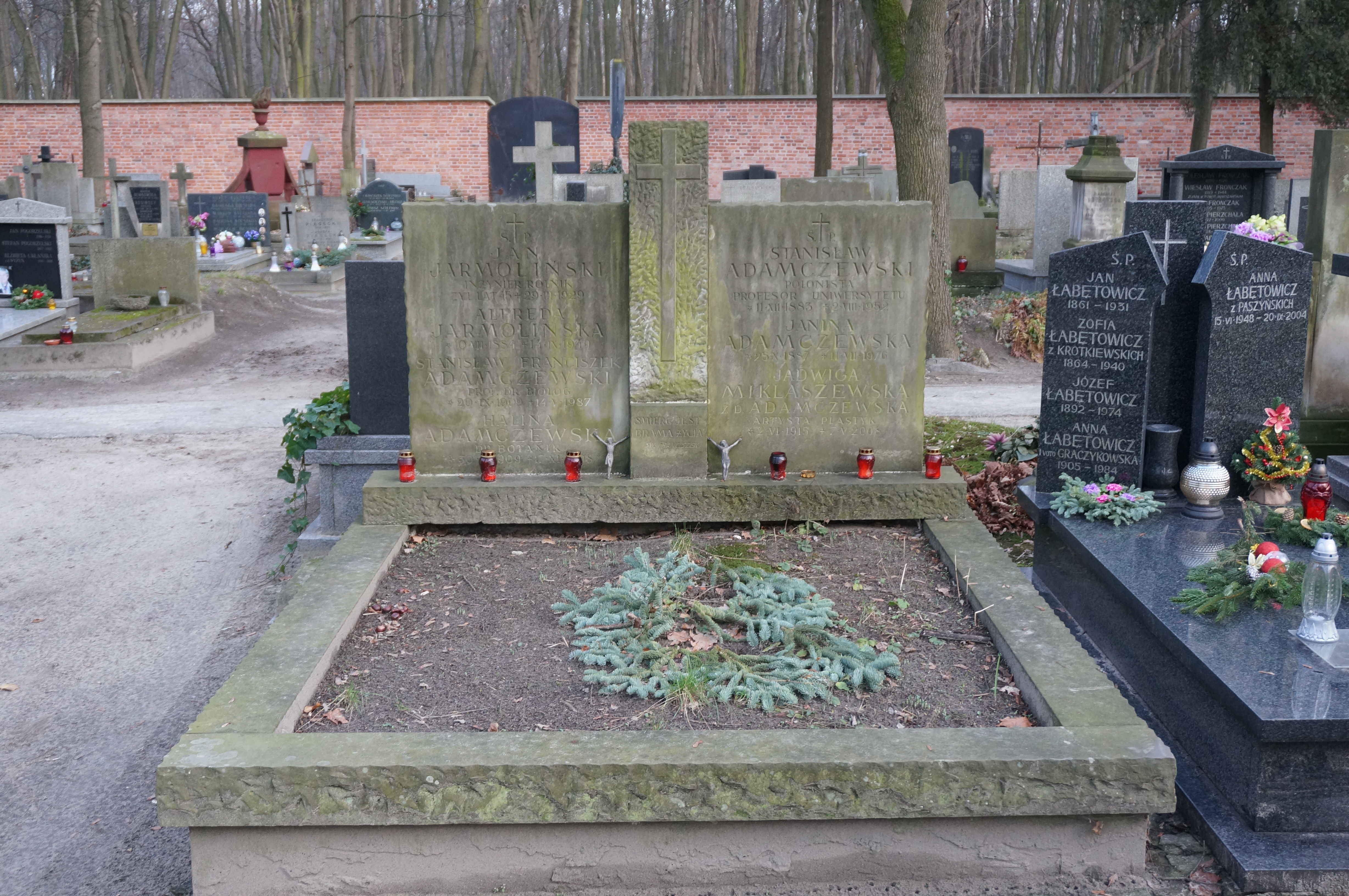
Stanisław Adamczewski Grab

## Publikationen

### Monografien
- Zbiór zadań i pytań z literatury polskiej dla uczniów szkoły średniej. Cz. 1. Wieki XVI i XVII, 1922
- Oblicze poetyckie Bartłomieja Zimorowicza, 1928
- Serce nienasycone. Książka o Żeromskim, 1930; 2. Aufl. 1949
- Stefan Żeromski. Zarys biograficzny, 1937; 2. Aufl. 1947

### Herausgeberschaft
- Sympozjon. Wybór prozaików wieku XIX i XX do użytku klas siódmej i ósmej szkół średnich, 1926; 2. Aufl. 1928; 3. Aufl. 1946
- Jan Kochanowski: Treny. Cz. 1. Tekst. Cz. 2. Objaśnienia i przypisy, 1928
- Jan Kochanowski: Odprawa posłów greckich. Cz. 1. Tekst. Cz. 2. Objaśnienia i przypisy, 1929
- Jan Kochanowski: Wybór poezyj. Cz. 1. Tekst. Cz. 2. Objaśnienia i przypisy, 1929
- Wacław Potocki: Wybór poezyj. Cz. 1. Tekst. Cz. 2. Objaśnienia i przypisy, 1930
- Stefan Żeromski: Syzyfowe prace. Objaśnienia i przypisy, 1930
- Jan Kochanowski: Odprawa posłów greckich, 1946
- Jan Kochanowski: Wybór poezyj, 1946
- Bajka polska wieku oświecenia w wyborze, 1947
- Ignacy Krasicki: Mikołaja Doświadczyńskiego przypadki, 1947
- Ignacy Krasicki: Utwory wierszowane w wyborze, 1947; 2. veränderte Aufl. 1951
- Mikołaj Rej: Wybór pism, 1947
- Stefan Żeromski: Dzienniki, 1953, 1954